# Luministische Schule von Sitges

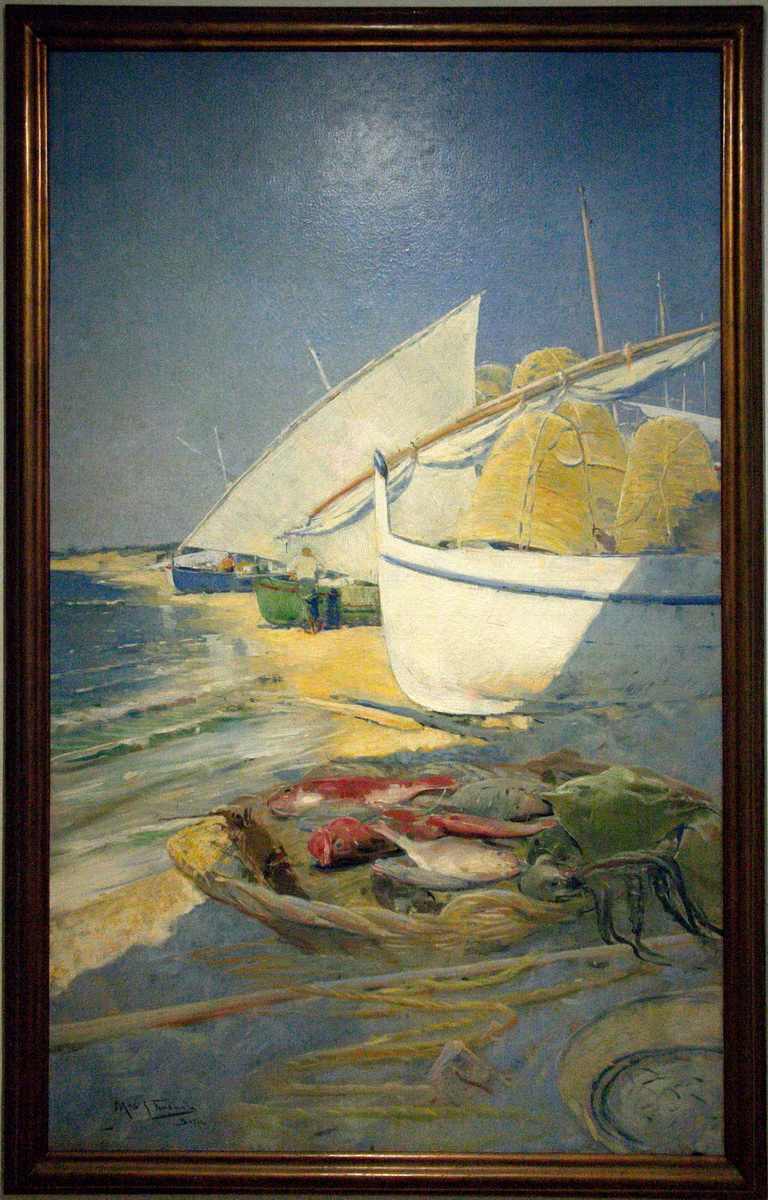
Arcadi Mas i Fondevila: Fischerei, 1895, Museu de Maricel

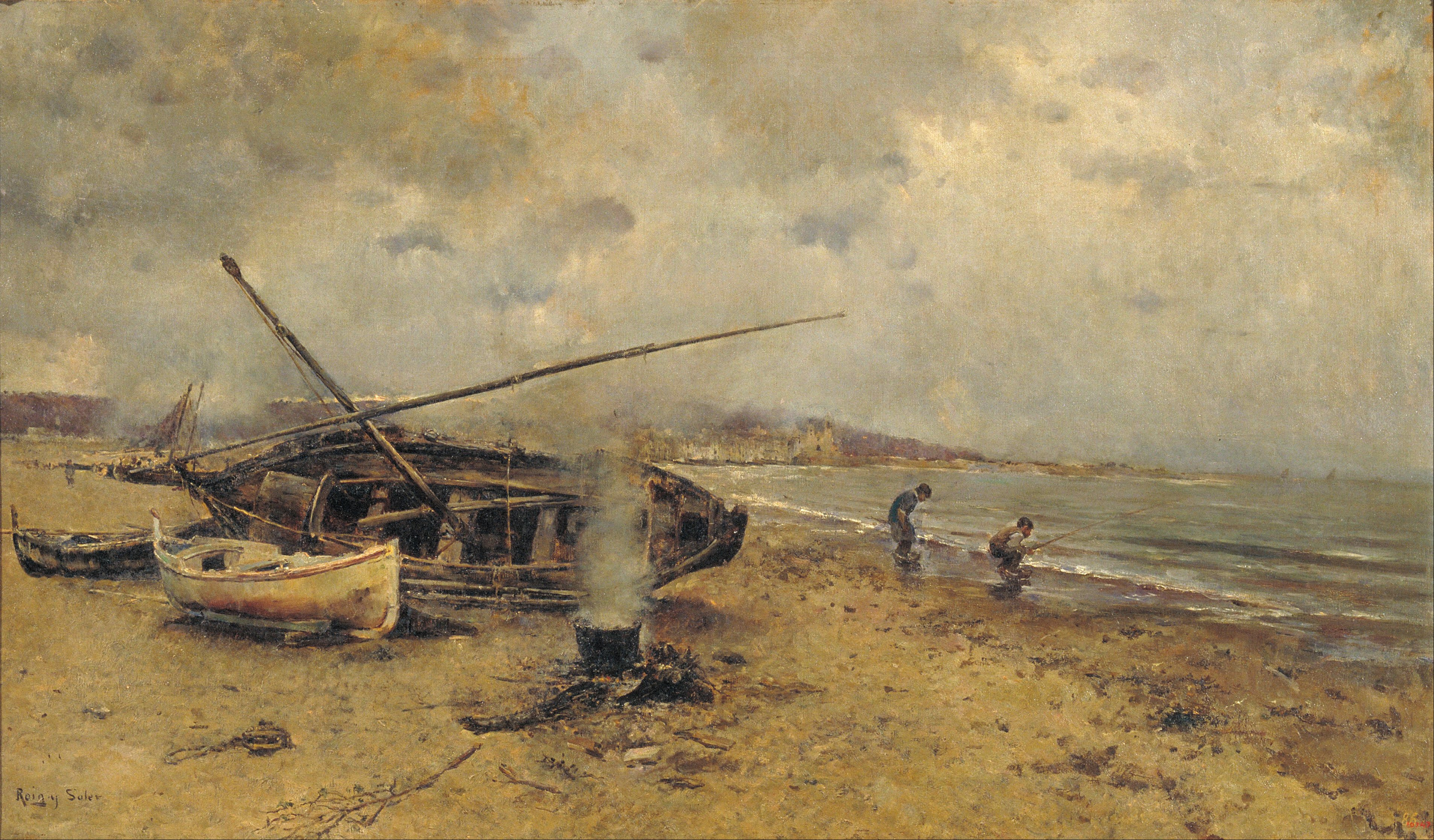
Joan Roig i Soler: Studie am Strand von Sitges, um 1896, MNAC

Die Luministische Schule von Sitges (auf Katalanisch L’Escola lluminista de Sitges) war eine zwischen dem katalanischen Realismus und Modernisme angesiedelte Landschaftsmalereischule. Dies wird insbesondere am Bekenntnis des katalanischen Malers und Schriftstellers Santiago Rusiñol zu dieser Schule von 1891 deutlich, der Sitges zum „Mekka des Modernismus“ gemacht hat. Das Band, das alle Maler dieser Schule verband, war das Bestreben, die spezifischen Farb- und Lichteffekte der mediterranen Küstenlandschaft mit ihren weißen Dörfern und in der Sonne gleißenden Stränden künstlerisch mit Mitteln des Luminismus darzustellen. Die Schule weist künstlerisch große Parallelen zur Schule von Olot auf, die ebenfalls wie die Schule von Sitges in ihrer Gründung durch die Schule von Barbizon inspiriert wurde.

## Maler der Schule
Der Maler Joan Roig i Soler war in den 1880er Jahren der Initiator der Schule. Er modifiziert die nach Katalonien zurückstrahlende Farbpalette der orientalischen Werke von Marià Fortuny. Hierbei konzentrierte er sich auf die Landschaften der mediterranen Küste und ihren Dörfern. Bevorzugte Motive waren die weißen Hauswände und die Boote am Strand, vor allem in der Mittagszeit. Diese Tageszeit erlaubte es ihm, mit dem Weiß der Hauswände, den Gelbtönen des Sandes und den Blautönen von Meer und Himmel zu spielen. 
Die Schule war in ihren Anfängen in den 1880er Jahren eher realistisch und naturalistisch als modernistisch ausgerichtet. Es war keine abrupte Aufbruchbewegung, sondern eher eine vom Luminismus Fortunys und seiner Anhänger ausgehende evolutive Bewegung, die weg von dem Anekdotismus dieser Bewegung tendierte. Aufgrund sehr unterschiedlicher Umstände kamen diverse Maler nach Sitges und schlossen sich dieser neuen, realistisch-naturalistischen Luminismus-Schule an. Der Maler Arcadi Mas i Fondevila (1852–1934) kam in den 1880er Jahren wegen der Hochzeit mit einer Frau aus Sitges dorthin. Joan Roig i Soler (1852–1909) stammte selbst aus Sitges. Eliseu Meifrèn i Roig (1859–1940) kam in derselben Zeit nach Sitges, um den Luminismus zu studieren. Andere Maler aus der Gegend wie Joaquim de Miró, Joan Soler i Casanovas, Joan Batlle i Amell wählten sich Arcadi Mas zum künstlerischen Vorbild.
Arcadi Mas brachte bevorzugt Motive wie den Strand und das weiße Dorf von Sitges mit der Kirche und dem Befestigungswerk der Stadt auf die Leinwand. Er interessierte sich dabei auch für Sitten, Gebräuche und Anekdoten innerhalb kirchlicher Räume oder auch im Außenbereich wie beispielsweise das Bild einer Hirtin mit Gänsen unter dem Titel Pause (Repos, Museu d’Art Modern del MNAC, Barcelona). Roig i Soler war der Maler der leuchtenden, weißen Dörfer, denen er oft eine Töpferei am Wegesrand hinzufügte und der Maler der Strände im gleißenden Sonnenlicht. Eliseu Meifrèn brachte fast nur Meerlandschaften mit stärksten Lichtkontrasten auf die Leinwand.

## Einordnung der Schule
Parallel zum Impressionismus hat die Schule von Sitges einen Bruch mit der Tradition der dunklen Landschaftsmalerei vollzogen, ohne allerdings die modernen Techniken des Impressionismus zu nutzen. Die Schule von Sitges muss vor diesem Hintergrund als ein erster Schritt auf den Modernismus hin betrachtet werden.